# Collegiata di San Bartolomeo Apostolo
La collegiata di San Bartolomeo Apostolo è un luogo di culto cattolico dalle forme gotiche e rococò, situato in via Roma 123, sullo spigolo nord-orientale della centralissima piazza Giuseppe Verdi a Busseto, in provincia di Parma e diocesi di Fidenza; è sede di una parrocchia compresa nel vicariato della Bassa Parmense.

## Storia
Sul luogo in cui oggi sorge la collegiata in epoca medievale era presente una piccola chiesa intitolata a san Niccolò.
Tuttavia, in seguito alla creazione dello stato Pallavicino, Busseto ne divenne capitale e nel 1336 il marchese Oberto III Pallavicino decise di erigervi un tempio degno dell'importanza del luogo, dedicato a san Bartolomeo Apostolo; l'edificio fu completato e solennemente consacrato nel settembre del 1340.
Nel 1432 il marchese Rolando il Magnifico si adoperò affinché fosse riconosciuta la dignità prepositurale alla chiesa, che nel 1436 fu elevata con bolla pontificia del papa Eugenio IV a collegiata, con giurisdizione su numerosi luoghi di culto dei dintorni. L'anno seguente iniziarono i lavori per la costruzione del nuovo monumentale edificio gotico di dimensioni doppie del precedente, su iniziativa del Marchese stesso.
Nel 1601, in seguito alla nascita della Diocesi di Fidenza, la collegiata, pur rimanendo sede di vicariato foraneo e mantenendo una posizione di preminenza su alcune chiese dei dintorni, perse molti dei diritti giurisdizionali precedentemente ottenuti.
Gli interni furono completamente ristrutturati in stile rococò intorno alla metà del XVIII secolo, mentre nel 1876 fu abbassato il livello del pavimento per allungare i pilastri, ma l'opera fu interrotta per non compromettere la stabilità dell'edificio.
Nel 1955 il campanile fu dotato di un concerto di cinque campane, intonate in scala di Do maggiore, realizzate dalla fonderia fidentina Regolo Capanni.

## Descrizione

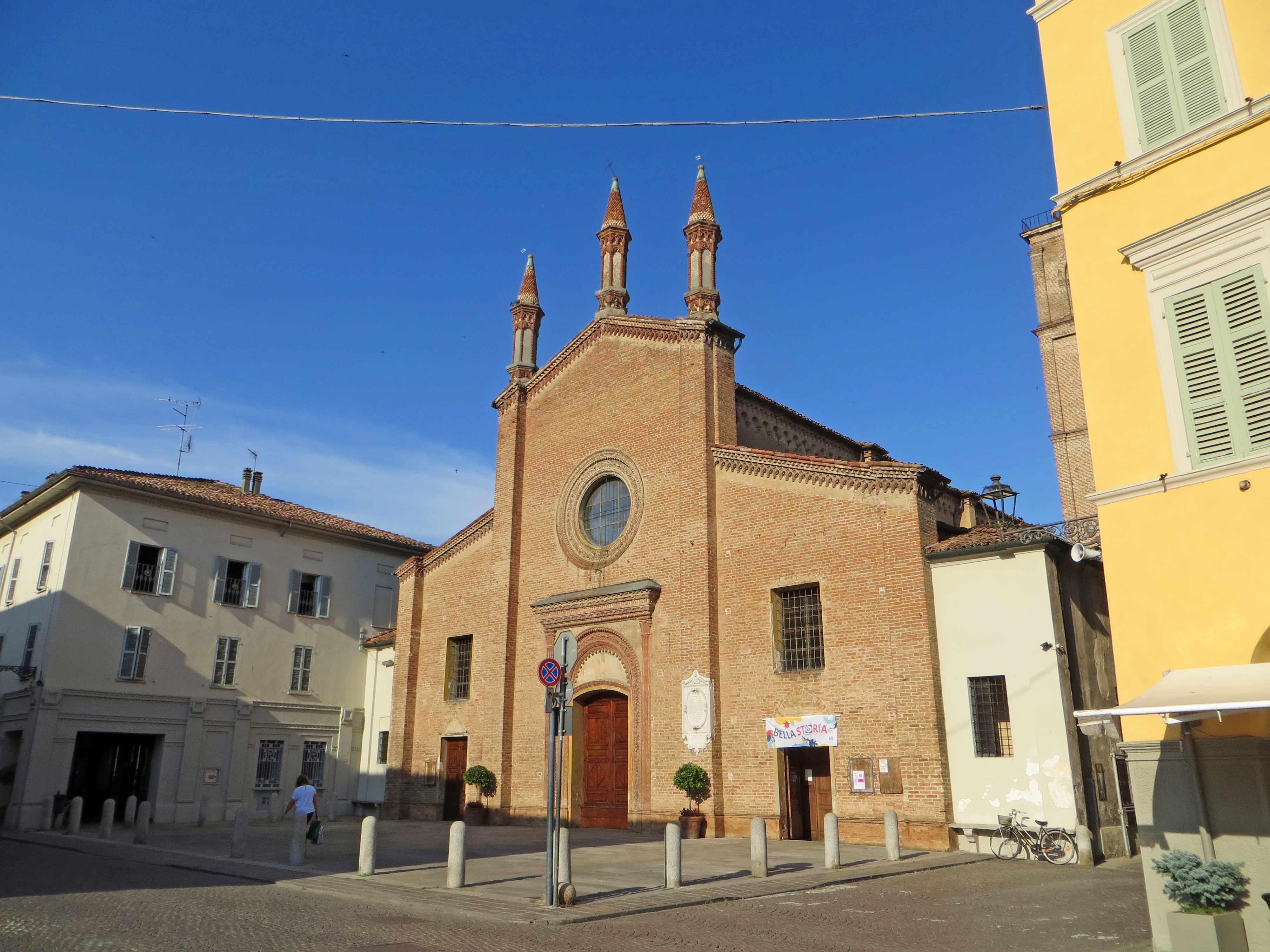
Facciata

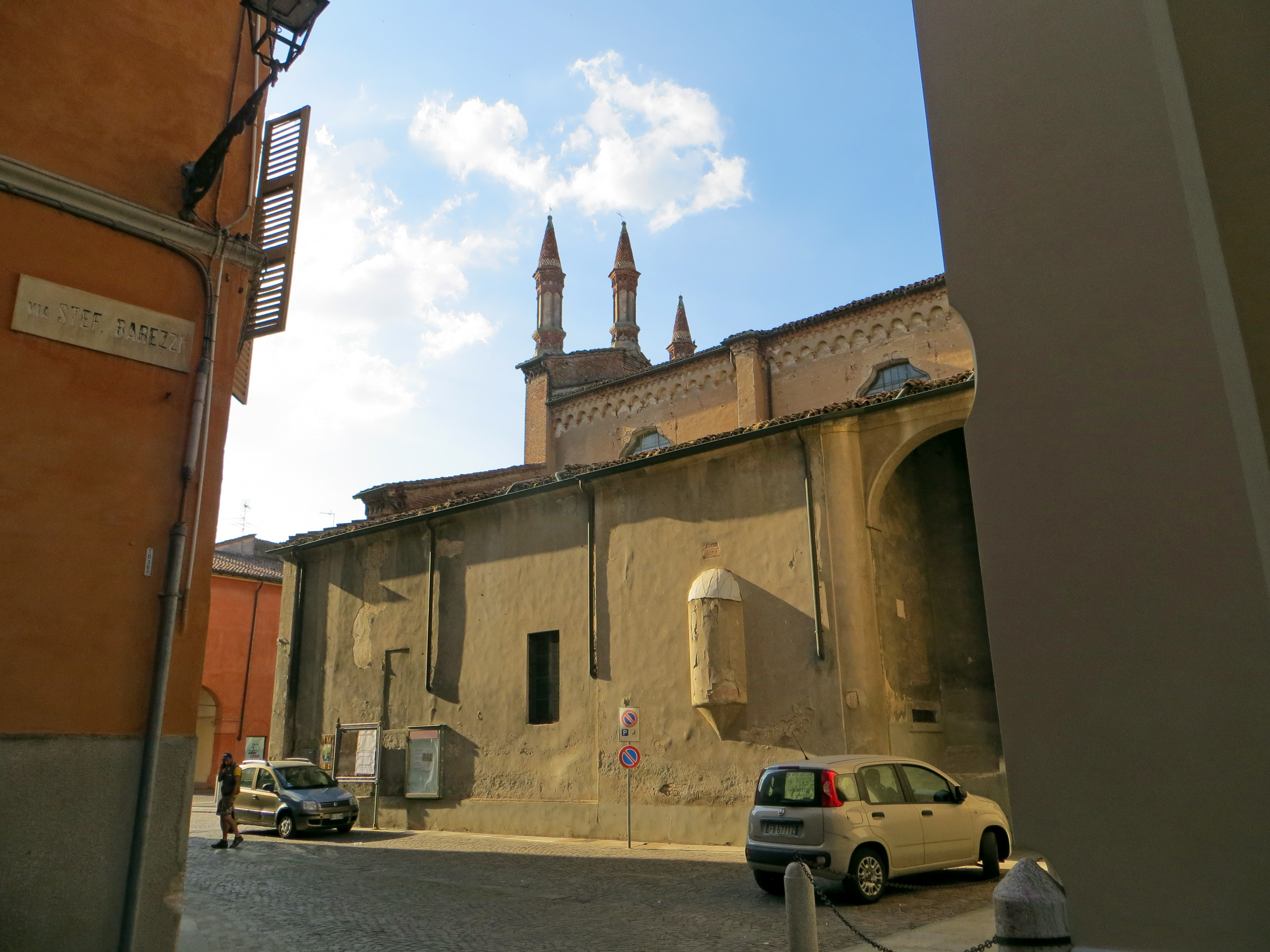
Lato sud

La chiesa si sviluppa su una pianta a tre navate e dieci cappelle laterali, con ingresso ad ovest e presbiterio ad est.
La facciata a salienti in laterizio è suddivisa da contrafforti in tre porzioni; al centro si apre il grande portale d'ingresso principale ad arco ribassato, inquadrato da una doppia cornice, composta da pregevoli formelle in cotto realizzate probabilmente dalla bottega di Jacopo de Stavolis verso la fine del XV secolo; quella più interna, caratterizzata dagli elaborati motivi in rilievo raffiguranti putti, foglie e tralci di vite, inquadra con un arco a tutto sesto le tracce di un antichissimo affresco raffigurante San Bartolomeo; quella più esterna è invece costituita da due alte lesene scanalate con piccoli capitelli compositi, a sostegno di una ricca trabeazione. Al di sopra è presente un ampio rosone, anch'esso caratterizzato dalla cornice in formelle di terracotta. A coronamento corre una cornice ad archetti intrecciati, che prosegue anche lungo i fianchi e la zona absidale; in sommità si innalzano infine tre alti pinnacoli, ornati con elaborati rilievi in cotto.
Ai lati dell'accesso principale si aprono simmetricamente i due ingressi secondari, sovrastati da finestre. All'interno del contrafforte a destra del portale principale è murata una lapide marmorea del 1584, che commemora l'incontro tra l'imperatore del Sacro Romano Impero Carlo V d'Asburgo ed il papa Paolo III avvenuto a Busseto nel 1543.

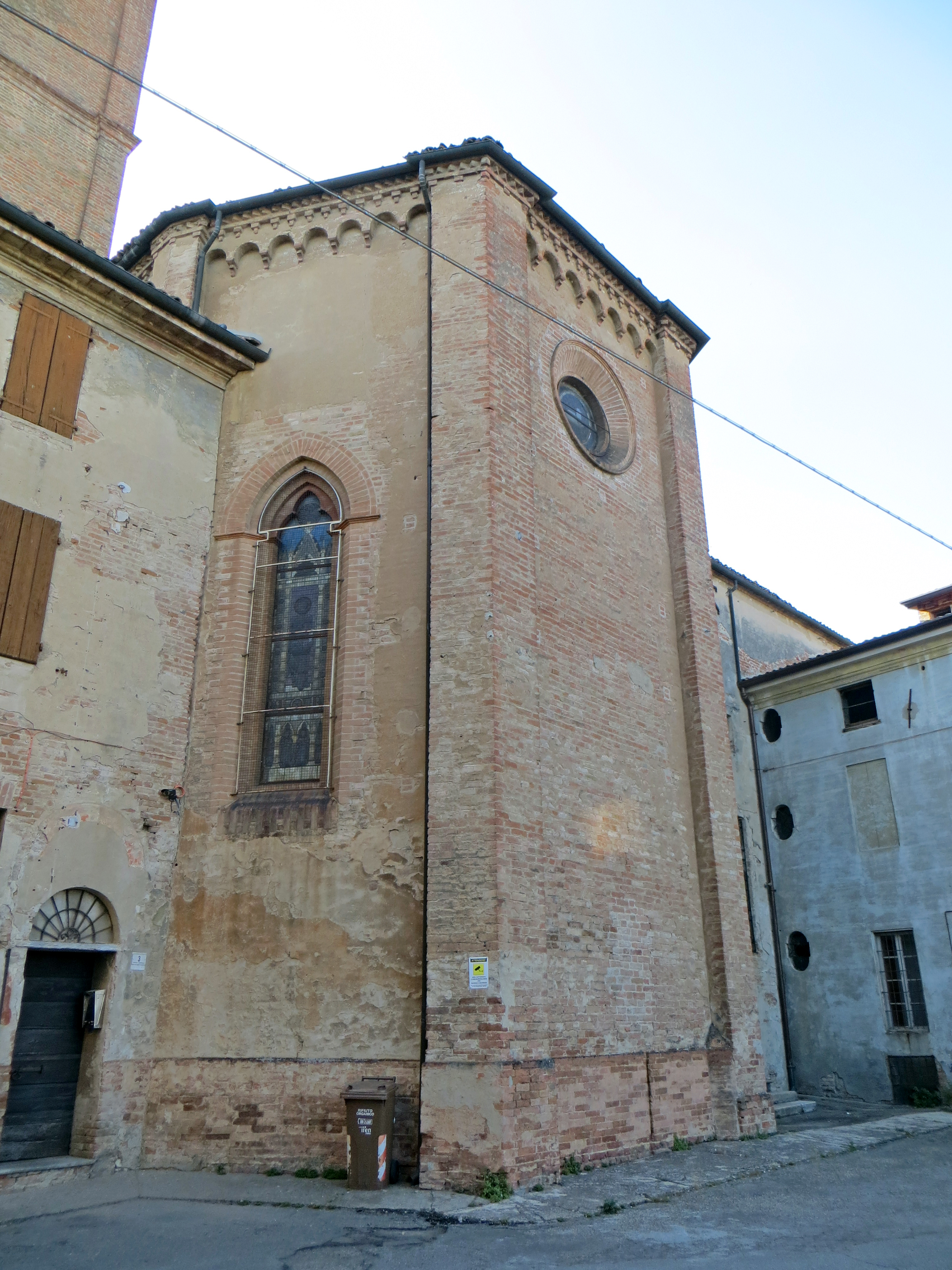
Abside

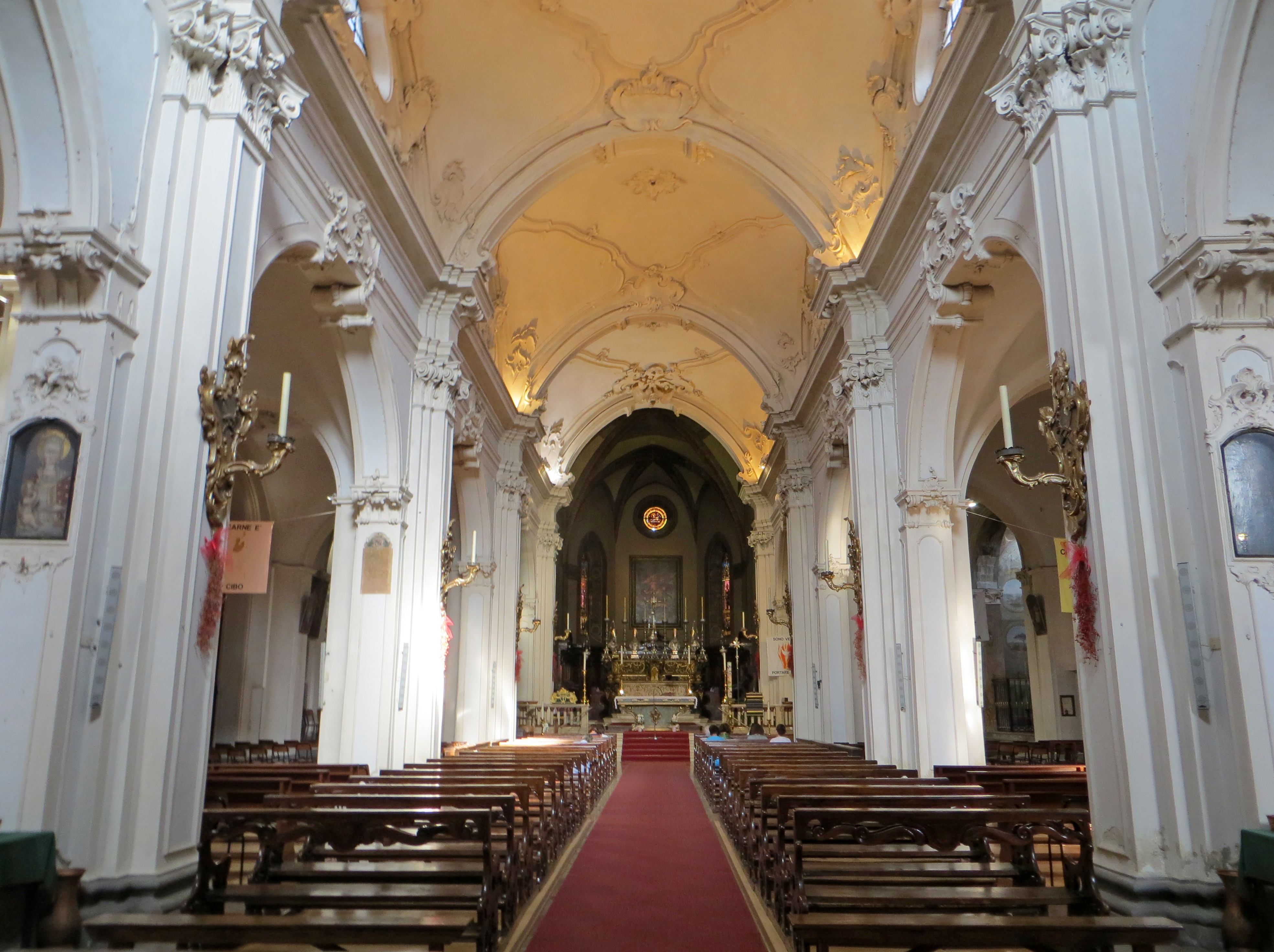
Navata centrale

Sul retro la zona absidale, a forma poligonale con contrafforti, è caratterizzata da un piccolo rosone nella porzione centrale e due alte monofore nelle laterali, tutti inquadrati da cornici in formelle di cotto.

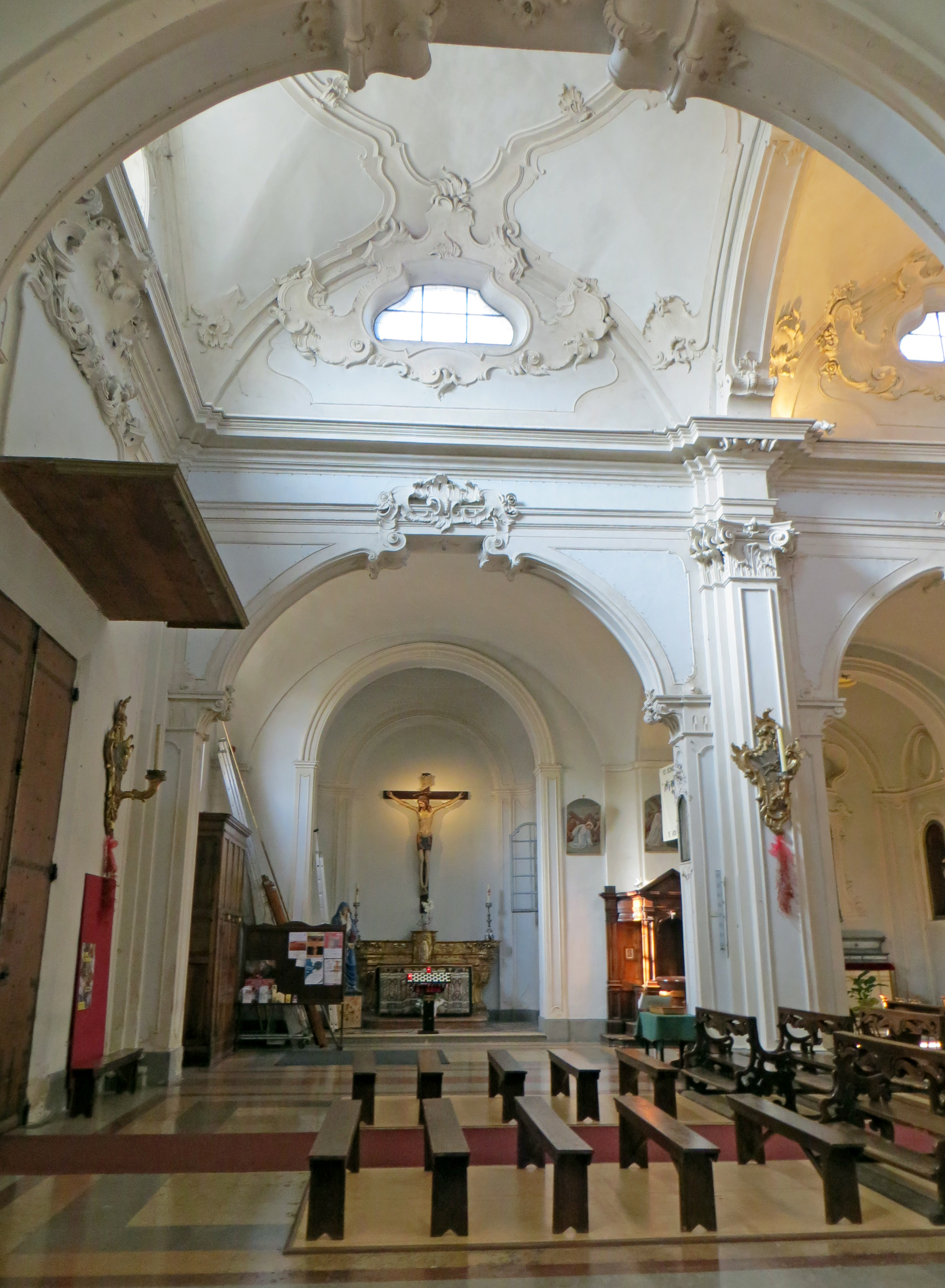
Prima campata

All'interno le tre navate sono separate da arcate a tutto sesto, ornate da stucchi e sostenute da massicci pilastri polistili, su cui si impostano anche gli ampi archi a sesto acuto che suddividono le volte a vela della navata centrale. Le superfici, caratterizzate dalle tinte molto tenui, sono decorate con numerosi ed elaborati stucchi dai tratti rococò, realizzati da Fortunato Rusca e Carlo Bossi fra il 1753 e il 1754. Il primo pilastro a sinistra conserva tuttavia un affresco quattrocentesco, raffigurante una Madonna col Bambino, mentre su quello corrispondente di destra è ancora presente un antico dipinto rappresentante il Redentore.
Ogni pilastro è inoltre ornato con placche porta cero rococò, fuse intorno al 1767, forse ad opera di Antonio Pallavicini. Le navate laterali conservano sei confessionali, realizzati nel 1795 da Giacomo Rossi.
Il presbiterio e la zona absidale, ancora pressoché intatti nei caratteri gotici quattrocenteschi, sono coperti da volte rispettivamente a crociera e ad ombrello, con costoloni in laterizio; gli affreschi delle pareti e dei soffitti, raffiguranti la Passione di Cristo, furono eseguiti nel 1942 dal pittore Giuseppe Moroni, che realizzò anche le vetrate del piccolo rosone e delle due monofore dell'abside. Gli stalli del coro, allargato nel corso del XVII secolo, furono intagliati in stile neoclassico da Francesco Galli verso il 1805.
L'altare maggiore rococò in legno fu riccamente decorato con figure e intagli in finto bronzo dorato da Giovanni Battista Febbrari nel XVIII secolo.

### Cappelle

#### Lato destro
La prima cappella a partire dall'ingresso, oggi dedicata a Maria Assunta ma in origine intitolata a sant'Antonio Abate, ospita un altare marmoreo risalente al XIX secolo, con pala, in origine posizionata nella quarta cappella dello stesso lato, raffigurante l'Assunta, dipinta da Giovanni Evangelista Draghi nel 1704; sulle pareti sono inoltre appese due tele rappresentanti rispettivamente la Madonna col Bambino e i santi Francesco e Chiara, realizzata da Camillo Procaccini intorno al 1611, e Gesù Bambino coi santi Bernardino da Siena, Antonio da Padova e Francesco di Paola, eseguita da Clemente Ruta fra il 1734 e il 1741.
La seconda cappella, oggi dedicata a san Giuseppe ma in origine intitolata ai santi Cosma e Damiano, ospita un altare in stucco rococò con statua raffigurante San Giuseppe col Bambino; sulle pareti sono inoltre appese due tele rappresentanti rispettivamente la Madonna col Bambino e i santi Pietro e Giacinto, dipinta probabilmente da Ermenegildo Lodi nel 1598, e la Madonna col Bambino e i santi Geminiano e Francesco, realizzata da Francesco Superti nel 1599.
La terza cappella, oggi dedicata alla Madonna di Lourdes ma in origine intitolata a san Bernardo, ospita nella zona absidale una riproduzione della grotta di Lourdes, realizzata agli inizi del XX secolo in occasione del rifacimento della pavimentazione in marmo della collegiata; le pareti sono inoltre decorate con stucchi risalenti al 1760 ed affreschi ovali raffiguranti San Giacomo minore e San Bernardo, dipinti probabilmente dal pittore Pietro Balestra verso la fine del XVIII secolo.
La quarta cappella, dedicata alla Beata Vergine del Rosario, è coperta da una cupola a base ottagonale interamente affrescata con l'Incoronazione della Vergine, opera del 1704 di Giovanni Evangelista Draghi, che dipinse anche le pareti con immagini di santi, successivamente ricoperte con altri affreschi da Giovanni Motta prima del 1819; l'altare marmoreo è sovrastato da un'ampia ancona neoclassica in stucco con statue, realizzata probabilmente da Antonio Rusca verso il 1819; ornata lateralmente con quindici tondi raffiguranti i Misteri del Rosario, eseguiti probabilmente da Vincenzo Campi fra il 1576 e il 1581, la pala ospita al suo interno la statua della Madonna del Rosario, opera di Angelo Gabriello Piò degli inizi del XVIII secolo; su una parete è infine appesa una grande tela rappresentante San Isidoro Agricola, dipinta da Giorgio Scherer nel XIX secolo.
La quinta cappella, sulla destra del presbiterio, oggi dedicata al Sacro Cuore ma in origine intitolata al Santissimo Sacramento, ospita un altare intagliato risalente al XVIII secolo, ornato con pala, con paliotto in scagliola, realizzato probabilmente dalla bottega di Lodovico Leoni, e, ai lati, con due statue raffiguranti la Fede e la Speranza; chiude l'ambiente una balaustra in marmo decorata con ferro battuto e bronzo dorato.

#### Lato sinistro

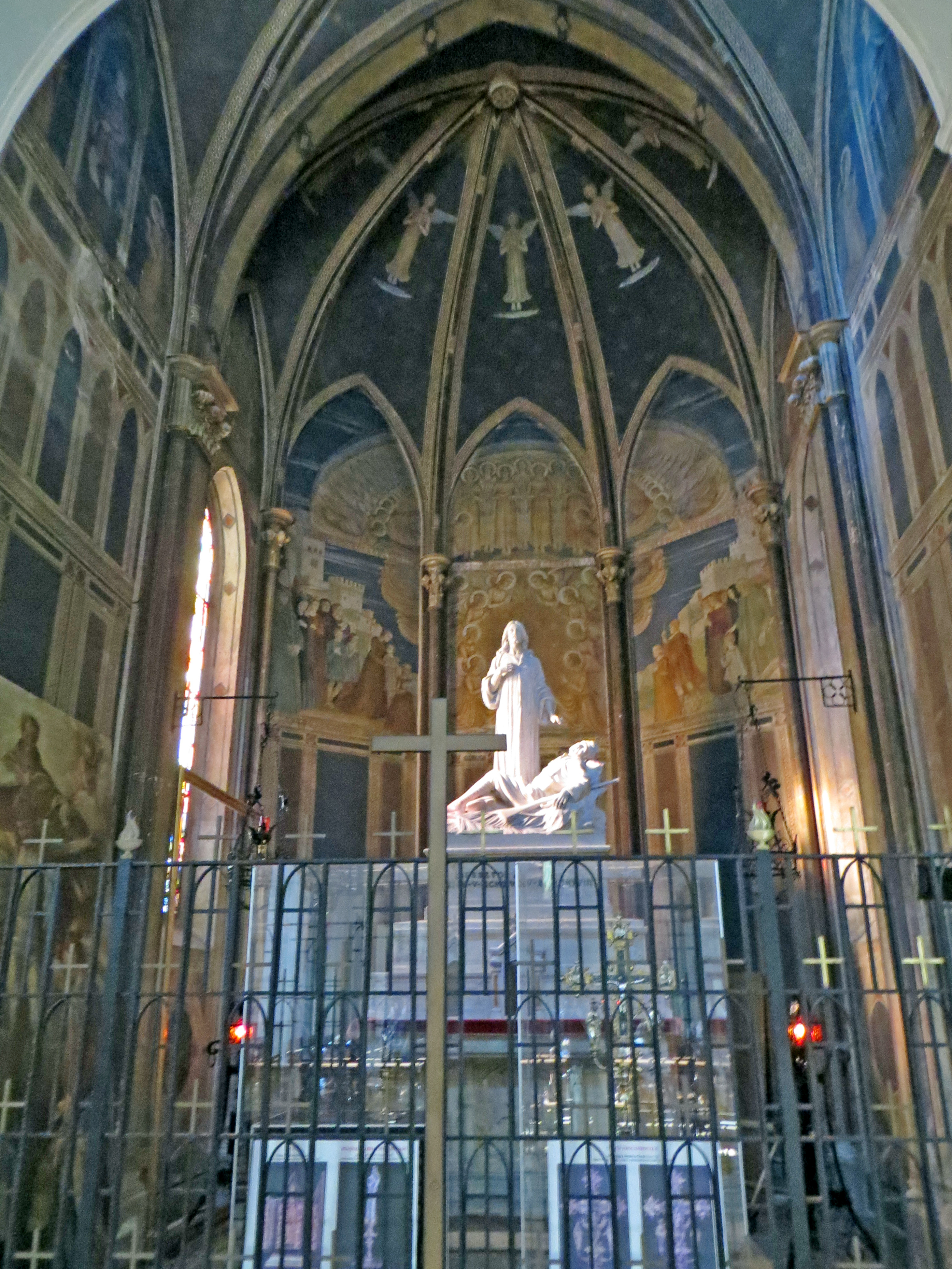
Cappella dei caduti della Grande Guerra

La prima cappella a partire dall'ingresso, dedicata al Crocifisso, risale al 1642, ma fu restaurata nel 1846; ospita un altare barocco in legno dorato e scolpito, donato dai marchesi Pallavicino, con paliotto in scagliola realizzato probabilmente da Lodovico Leoni; al di sopra è collocato un crocifisso ligneo di origine quattrocentesca; su una parete è appesa una tela raffigurante l'Immacolata fra i santi Paolo, Pietro, Francesco e Chiara, dipinta da Andrea Mainardi detto il "Chiaveghino" nel 1589.
La seconda cappella, oggi dedicata a santa Maria Goretti ma precedentemente intitolata dapprima alla Beata Vergine Assunta e poi a sant'Antonio da Padova, ospita un'antica tela raffigurante la Madonna del Pilastro, ivi collocata nel 1630.
La terza cappella, oggi dedicata ai caduti della Grande Guerra ma in origine intitolata ai santi Antonio da Padova e Bernardino da Siena, è ricoperta interamente da affreschi neogotici, raffiguranti San Giorgio e San Sebastiano sulle pareti laterali e gruppi di angeli e personaggi su quelle poligonali di fondo; i dipinti furono realizzati nel 1926 da Giuseppe Moroni, autore anche delle vetrate delle due monofore laterali, rappresentanti rispettivamente San Vigilio e San Giusto; la cappella ospita sull'altare centrale un monumento in marmo di Carrara rappresentante Gesù presso un soldato accasciato ai suoi piedi, realizzato da Luigi Secchi intorno al 1920.

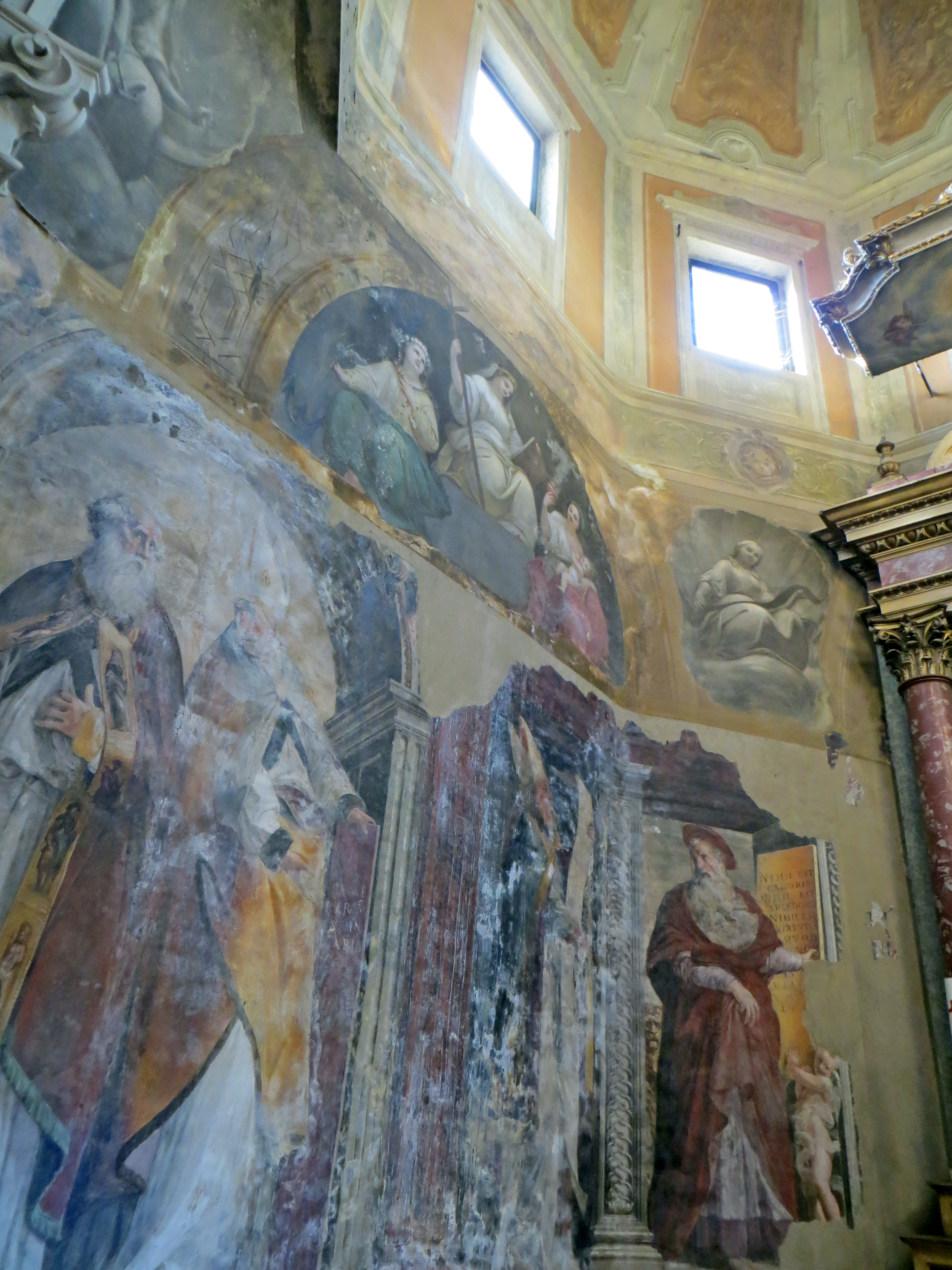
Lato sinistro della cappella della Beata Vergine della Concezione

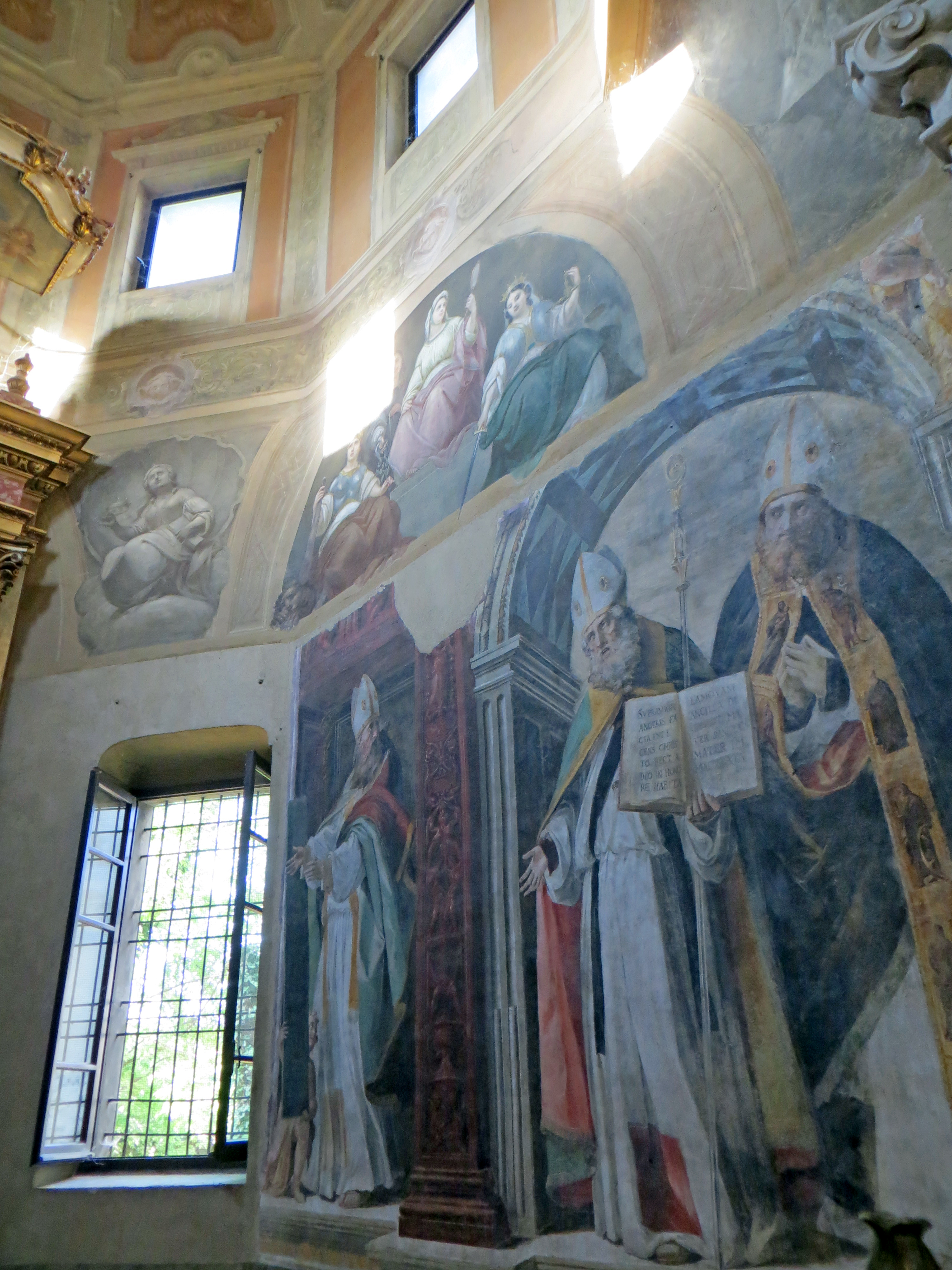
Lato destro della cappella della Beata Vergine della Concezione

La quarta cappella, oggi dedicata alla Beata Vergine della Concezione ma in origine intitolata a san Girolamo, è decorata sulle pareti con notevoli affreschi raffiguranti sette Padri e Dottori della Chiesa (Sant'Anselmo, San Cirillo, Sant'Ambrogio, San Girolamo, Sant'Agostino, Sant'Ilario, altro santo ignoto); i dipinti, realizzati da Michelangelo Anselmi fra il 1538 e il 1539, furono tagliati durante la parziale demolizione e ricostruzione della cappella nel XVIII secolo; nel 1865 la parte superiore delle pareti e la cupola su base ottagonale furono ornate con affreschi dal pittore Giovanni Gaibazzi, che rappresentò, fra cornici dipinte da Giovanni Bavisi, al centro della volta l'allegoria della Chiesa e sui lati quattro gruppi di Virtù cristiane (Fede, Speranza e Carità, Giustizia, Temperanza e Fortezza) ed altrettante Eroine bibliche (Debora, Esther, Giuditta, Joele); la cappella ospita infine un altare con grande ancona in scagliola dipinta, al cui centro è collocata una statua lignea raffigurante la Vergine, realizzata da Angelo Gabriello Piò agli inizi del XVIII secolo.
La quinta cappella, sulla sinistra del presbiterio, originariamente intitolata a san Donnino e successivamente alle sante Reliquie, ospitava anticamente un maestoso reliquiario barocco, oggi custodito nell'adiacente oratorio della Santissima Trinità, mentre oggi è occupata dal grande organo realizzato dai fratelli Serassi nel 1838.

### Sagrestia
La sagrestia è coperta da un soffitto decorato con motivi a coppie di mensoloni in stucco in stile barocco, risalenti alla fine del XVII secolo.
L'ambiente ospita un pregevole altare coevo, sovrastato da ciborio intagliato e pala raffigurante San Pietro d'Alcantara che confessa Santa Teresa, dipinta da Luca Giordano nella stessa epoca. Arricchiscono la sala alcuni credenzoni ed un armadio a muro in stile barocco, oltre alle tele raffiguranti la Sacra Famiglia con San Cristoforo, realizzata da Francesco Lucchi nel 1614, la Cena in Emmaus, copia antica di un'opera di Antonio Campi, la Processione di San Rocco, dipinta da pittore ignoto di scuola cremonese nella prima metà del XVII secolo, Santa Margherita da Cortona e l'Annunciazione, eseguite da Pietro Antonio Balestra verso la fine del XVII secolo.
La sagrestia ospita la parte principale del ricco Tesoro della Collegiata, che raccoglie pezzi provenienti anche dalle altre chiese di Busseto.

#### Tesoro della Collegiata
Il Tesoro della Collegiata è costituito da numerosi paramenti sacri, argenterie, libri miniati ed altri oggetti preziosi, tra cui:
- una pace in avorio intagliato e legno intarsiato, realizzata probabilmente dalla bottega degli Embriachi agli inizi del XV secolo;[2] le varie porzioni del trittico raffigurano rispettivamente Gesù Cristo, la Madonna e san Giovanni, mentre i due sportellini rappresentano esternamente san Paolo e san Bartolomeo;[7]
- una croce processionale in argento sbalzato e cesellato, creata dai fratelli Jacopo Filippo e Damiano Da Gonzate nel 1524; alta oltre 1 m, è decorata con dorature, smalti e figure eseguite a fusione, raffiguranti al centro Cristo fra putti ed arabeschi, alla base la Madonna e san Giovanni, alle estremità laterali gli Evangelisti, sant'Antonio Abate, santa Maria Maddalena, san Francesco ed altri santi, alle altre estremità gli Apostoli ed infine sul retro san Bartolomeo e numerosi altri santi;[7]
- una croce processionale in argento, con figure a bassorilievo applicate, risalente alla fine del XV secolo;[6]
- un reliquiario di san Biagio in argento sbalzato e cesellato e rame dorato, realizzato in forma di braccio da Altobello de' Cambi nel 1540;[2]
- un piatto da parata in argento sbalzato, cesellato e dorato, creato da Johann Mittnacht fra il 1675 e il 1677;[2]
- numerosi altri pezzi in argento cesellato, realizzati dai fratelli Froni nel 1783, da Angelo Filiberti nel 1785 e da Luca Finelli nel 1794;[6]
- otto corali miniati da Zeno Pegorari nel XVI secolo.[7]

Sono inoltre custoditi in magazzino altri pregevoli pezzi, tra cui alcuni tronetti espositivi della seconda metà del XVIII secolo, un paliotto dipinto in stile rococò ed una statua lignea raffigurante San Rocco, realizzata da Giavanbattista Perfetti nella stessa epoca.